# Miloš Krasić
Miloš Krasić (în sârbă Милош Красић; n. 1 noiembrie 1984) este un fotbalist sârb care în prezent evoluează la clubul polonez Lechia Gdańsk pe postul de mijlocaș. El a reprezentat Serbia la Campionatul Mondial de Fotbal 2010. 

## Palmares

### Club
ȚSKA
- Prima Ligă Rusă (2): 2005, 2006
- Cupa Rusiei (4): 2005, 2006, 2008, 2009
- Supercupa Rusiei (4): 2004, 2006, 2007, 2009
- Cupa UEFA (1): 2004–05

Juventus
- Serie A (1): 2011–12

Fenerbahçe
- Cupa Turciei (1): 2012–13

### Individual
- Fotbalistul sârb al anului (1): 2009
- Inclus în lista celor mai buni 33 de fotbaliști din campionatul Rusiei (4): 2006, 2007, 2008, 2009

## Statistici carieră

### Club
La 20 septembrie 2015.
| Club              | Sezon         | Campionat | Campionat | Cupă    | Cupă   | Europa  | Europa | Altele  | Altele | Total   | Total  |
| Club              | Sezon         | Meciuri   | Goluri    | Meciuri | Goluri | Meciuri | Goluri | Meciuri | Goluri | Meciuri | Goluri |
| ----------------- | ------------- | --------- | --------- | ------- | ------ | ------- | ------ | ------- | ------ | ------- | ------ |
| ȚSKA Moscova      | 2004          | 7         | 0         | 1       | 0      | 4       | 0      | 0       | 0      | 12      | 0      |
| ȚSKA Moscova      | 2005          | 27        | 2         | 8       | 1      | 14      | 0      | 1       | 0      | 50      | 3      |
| ȚSKA Moscova      | 2006          | 26        | 3         | 6       | 0      | 8       | 0      | 1       | 0      | 41      | 3      |
| ȚSKA Moscova      | 2007          | 22        | 4         | 3       | 0      | 6       | 1      | 1       | 0      | 32      | 5      |
| ȚSKA Moscova      | 2008          | 28        | 6         | 2       | 1      | 6       | 0      | 0       | 0      | 36      | 7      |
| ȚSKA Moscova      | 2009          | 26        | 9         | 3       | 0      | 10      | 4      | 1       | 0      | 40      | 13     |
| ȚSKA Moscova      | 2010          | 14        | 2         | 0       | 0      | 3       | 0      | 1       | 0      | 18      | 2      |
| ȚSKA Moscova      | Total         | 150       | 26        | 23      | 2      | 51      | 5      | 5       | 0      | 229     | 33     |
| Juventus          | 2010–11       | 33        | 7         | 2       | 1      | 6       | 1      | —       | —      | 41      | 9      |
| Juventus          | 2011–12       | 7         | 1         | 2       | 0      | —       | —      | —       | —      | 9       | 1      |
| Juventus          | Total         | 40        | 8         | 4       | 1      | 6       | 1      | —       | —      | 50      | 10     |
| Fenerbahçe        | 2012–13       | 13        | 0         | 6       | 1      | 7       | 0      | 1       | 0      | 27      | 1      |
| Fenerbahçe        | 2014–15       | 0         | 0         | 0       | 0      | 0       | 0      | 0       | 0      | 0       | 0      |
| Fenerbahçe        | Total         | 13        | 0         | 6       | 1      | 7       | 0      | 1       | 0      | 27      | 1      |
| Bastia (împrumut) | 2013–14       | 18        | 2         | 1       | 0      | —       | —      | 2       | 0      | 21      | 2      |
| Bastia (împrumut) | Total         | 18        | 2         | 1       | 0      | —       | —      | 2       | 0      | 21      | 2      |
| Lechia Gdańsk     | 2015–16       | 2         | 0         | 0       | 0      | —       | —      | —       | —      | 2       | 0      |
| Lechia Gdańsk     | Total         | 2         | 0         | 0       | 0      | —       | —      | —       | —      | 2       | 0      |
| Total carieră     | Total carieră | 223       | 36        | 34      | 4      | 64      | 6      | 8       | 0      | 329     | 46     |

### Internațional
| Serbia | Serbia  | Serbia |
| An     | Meciuri | Goluri |
| ------ | ------- | ------ |
| 2006   | 1       | 0      |
| 2007   | 9       | 0      |
| 2008   | 6       | 2      |
| 2009   | 12      | 0      |
| 2010   | 11      | 1      |
| 2011   | 7       | 0      |
| Total  | 46      | 3      |

#### Goluri internaționale
| # | Dată              | Stadion                                   | Adversar | Scor | Rezultat | Competiție                                             |
| - | ----------------- | ----------------------------------------- | -------- | ---- | -------- | ------------------------------------------------------ |
| 1 | 11 octombrie 2008 | Stadion FK Crvena Zvezda, Belgrad, Serbia | Lituania | 2–0  | 3–0      | Calificările pentru Campionatul Mondial de Fotbal 2010 |
| 2 | 15 octombrie 2008 | Ernst-Happel-Stadion, Viena, Austria      | Austria  | 0–1  | 1–3      | Calificările pentru Campionatul Mondial de Fotbal 2010 |
| 3 | 5 iunie 2010      | Stadion FK Partizan, Belgrad, Serbia      | Camerun  | 1–1  | 4–3      | Meci amical                                            |